# Germán Cueto
Germán Gutiérrez Cueto (Città del Messico, 8 o 9 febbraio 1883 – Città del Messico, 14 febbraio 1975) è stato un artista messicano noto per le sue maschere e le sculture astratte, nonché primo esponente dell'astrattismo del suo Paese.

## Biografia

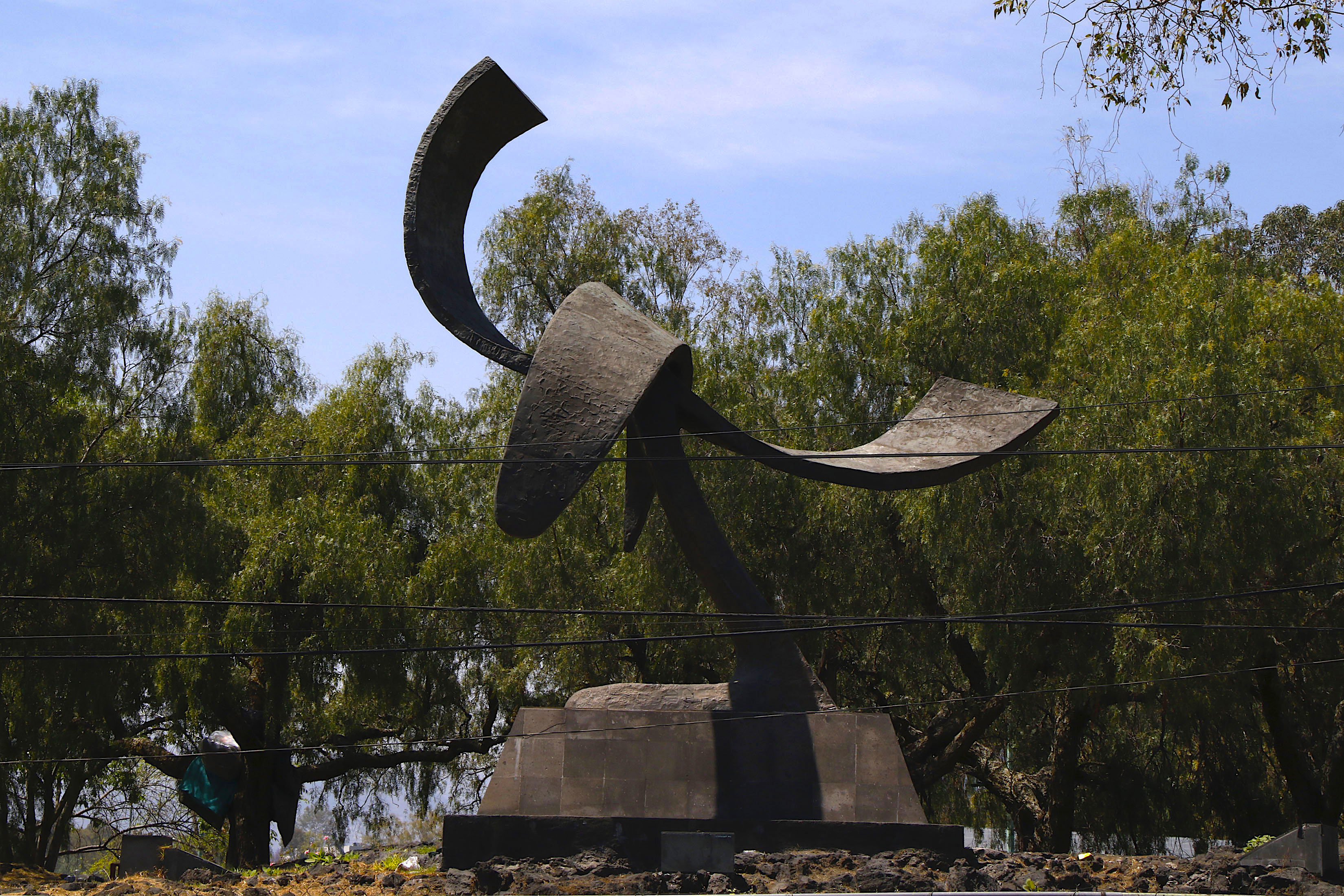
Hombre corriendo (1968) a Città del Messico

Germán Cueto nacque l'8 febbraio (stando ad altre fonti il 9 febbraio) 1893 a Città del Messico, da Paz Vidal e Javier Gutiérrez Cueto. Quest'ultimo proveniva da una famiglia intellettuale e influente della Cantabria imparentata con Matilde de la Torre e María Blanchard.
Nel 1910, Germán Cueto fu costretto a interrompere gli studi di chimica a causa della rivoluzione messicana, e si rifugiò in Spagna. In questo periodo conobbe lo scultore Fidencio Lucano Nava, che lo convinse a diventare un artista. Quando tornò in Messico nel 1918, Cueto entrò nell'Accademia di San Carlo, ma decise di abbandonare presto l'istituto per il modello di insegnamento formalista che non apprezzava, e andò a studiare a Parigi.
Nel 1923, Cueto inaugurò il movimento artistico messicano estridentismo insieme a Manuel Maples Arce, Germán List Arzubide, Salvador Gallardo, Silvestre Revueltas, Jean Charlot, Edward Weston e Tina Modotti. L'obiettivo dell'estridentismo, le cui ultime testimonianze risalgono ai primi anni trenta, era quello di riplasmare completamente la letteratura e l'arte.
Dal 1927 al 1932, Cueto visse a Parigi, viaggiò in tutta Europa, e, anche grazie a Blanchard, fece la conoscenza di molti esponenti delle avanguardie, come Julio González, Otto van Rees, Angelina Beloff, Adam Fischer, Joaquín Torres García, Jacques Lipchitz e Constantin Brâncuși. Cueto divenne membro della Cercle et Carré, della quale facevano parte Piet Mondrian, Jean Arp, Wassily Kandinsky e Georges Vantongerloo. Dopo la morte di María Blanchard nel 1932, l'artista messicano tornò in Messico con la famiglia e Angelina Beloff, che aveva da poco divorziato da Diego Rivera.
In madrepatria, Cueto divenne un esponente della pittura locale, ma il suo stile si discostava da quello degli artisti del Paese sudamericano per le sue influenze europee. Non gli piaceva l'esclusività della scena artistica in Messico, e per questo motivo tendeva a tenere le distanze dallo stile dei contemporanei messicani. Cueto viene ricordato per essere stato l'artista messicano più vicino alle avanguardie del suo Paese. Secondo qualcuno, egli ebbe maggiore risonanza in Europa che in Messico.
Germán Cueto morì il 14 febbraio 1975, all'età di 83 anni a causa di un'insufficienza cardiaca.

## Stile e tecnica

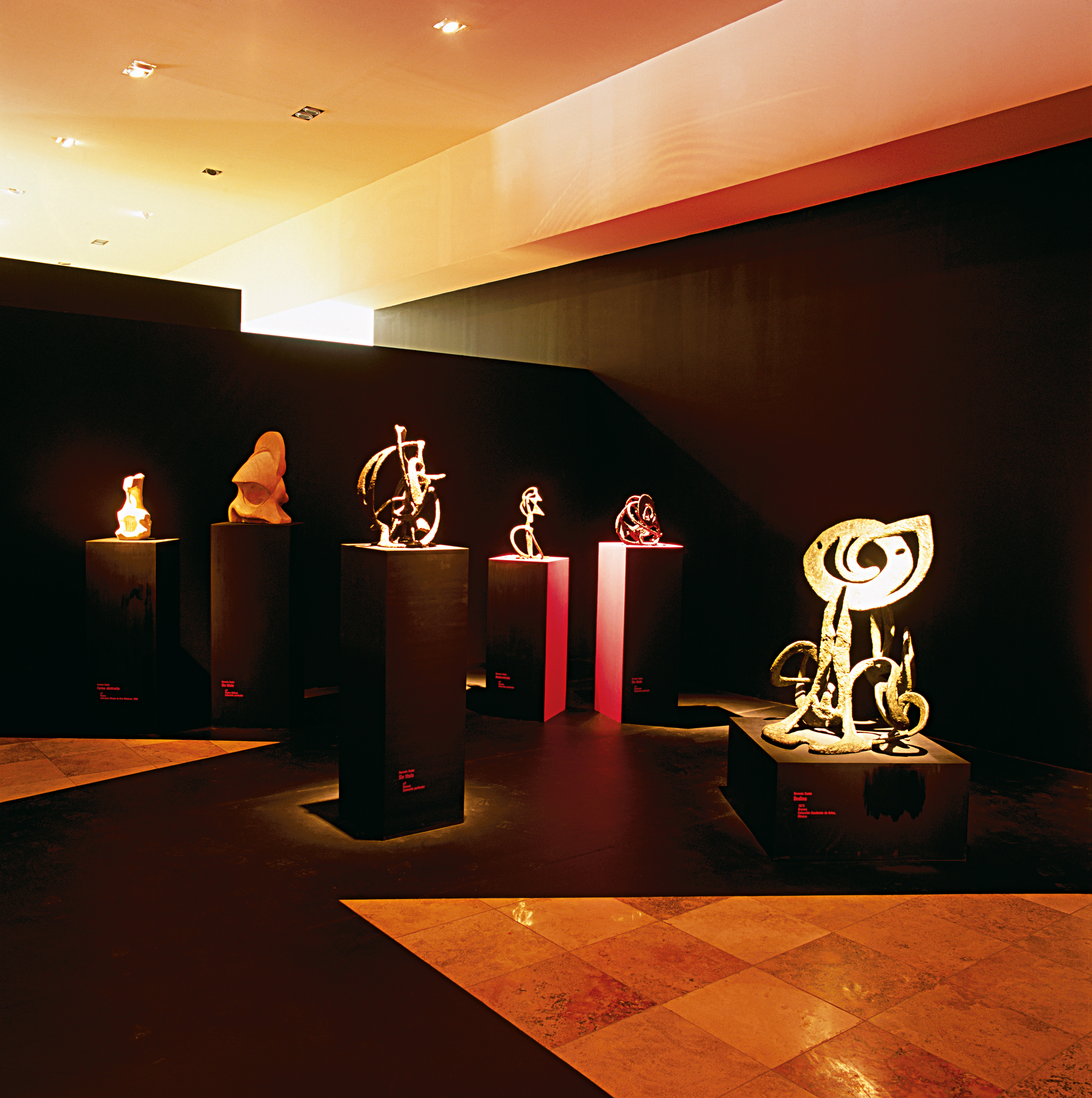
Sculture di Germán Cueto esposte nel Museo Federico Silva di San Luis Potosí

Cueto si specializzò nella creazione di maschere e sculture astratte in cavi, argilla, pietra, ferro, legno e altri materiali, oltre a oli, acquerelli, vetri, ceramiche, smalti, collage, murali, disegni a inchiostro, sculture e alcune opere letterarie.
Le sue prime opere risentono l'influenza del futurismo di Umberto Boccioni (come quest'ultimo sosteneva che le sculture possono essere create usando materiali non nobili come il legno) e dello stridentismo, che rifiutava ogni forma di accademismo e le convenzioni religiose. Pertanto, le sue creazioni riflettevano una visione utopica e ottimistica del futuro. In un secondo momento, dopo aver vissuto in Europa tra il 1927 e il 1932, epoca in cui si lasciò ispirare da Picasso, Brâncuși, Gargallo e Gris, Cueto si lasciò contaminare dal cubismo, il costruttivismo, e l'art déco. Come diretta conseguenza, i suoi manufatti assunsero connotati più selvaggi.

## Vita privata
La prima moglie di Cueto fu Lola Cueto che sposò nel 1919. Insieme vissero a Parigi per molti anni e diedero alla luce due figlie di nome Ana Maria e Mireya.  Introdotta nel mondo dell'arte collaborando con i suoi genitori, Mireya divenne una nota burattinaia, scrittrice e drammaturga, e vinse la Medaglia Bellas Artes. Cueto in seguito ebbe un figlio, di nome Javier. Successivamente, l'artista sposò María Galán. La sua terza moglie fu Ester Echeverría.